# Serhiy Nazarovych Bubka
Serhiy Nazarovych Bubka (tiếng Ukraina: Сергі́й Наза́рович Бу́бка; tiếng Nga: Серге́й Наза́рович Бу́бка; sinh 4 tháng 12 năm 1963) là một cựu vận động viên nhảy sào người Ukraina. Ông khoác áo Liên Xô cho đến khi quốc gia này tan rã vào năm 1991. Bubka nhiều lần được bình chọn là vận động viên xuất sắc nhất thế giới  và năm 2012 là một trong 24 vận động viên đầu tiên có tên tại Đại sảnh Danh vọng của Liên đoàn điền kinh thế giới (IAAF) .
Bubka đã vô địch thế giới 6 lần liên tiếp, giành một huy chương vàng Olympic và phá kỷ lục thế giới 35 lần  (17 kỷ lục ngoài trời và 18 kỷ lục trong nhà). Ông là vận động viên đầu tiên vượt qua mức xà 6 mét và là vận động viên đầu tiên vượt qua mức xà 6 m 10 (20 ft) .
Ông đang nắm giữ kỷ lục thế giới nhảy sào ngoài trời 6 m 14, thiết lập ngày 31 tháng 7 năm 1994 tại Sestriere, Ý  và đã từng giữ kỷ lục thế giới nhảy sào trong nhà 6 m 15, lập ngày 21 tháng 2 năm 1993 tại Donetsk, Ukraina .

## Tiểu sử
Serhiy Bubka sinh ra tại Voroshilovgrad (nay là Luhansk). Ban đầu là một vận động viên điền kinh khá ở nội dung chạy 100 m và nhảy xa, nhưng chỉ từ khi chuyển qua thi đấu ở nội dung nhảy sào ông mới chứng tỏ mình là một vận động viên hàng đầu thế giới. Năm 1983, hãy còn vô danh trên trường đấu quốc tế, Bubka đã giành ngay chức vô địch tại Giải vô địch thế giới tổ chức ở Helsinki, Phần Lan. Năm tiếp theo ông đã thiết lập kỷ lục thế giới đầu tiên với mức xà 5 m 75. Ông khoác áo đội tuyển Liên Xô cho đến khi quốc gia này tan rã vào cuối năm 1991. Hệ thống thể thao Liên Xô tặng thưởng cho những vận động viên lập kỷ lục thế giới mới. Bubka nổi tiếng với việc phá kỷ lục thế giới từng chút một, thậm chí đến từng 1 cm. Điều đó cho phép ông có thể thường xuyên được thưởng và trở nên thu hút sự chú ý trong các giải đấu điền kinh.
Ông có một con trai hiện là vận động viên quần vợt chuyên nghiệp cùng tên Serhiy Bubka.

## Sự nghiệp nhảy sào
Serhiy Bubka bắt đầu thi đấu quốc tế vào năm 1981 khi tham dự Giải vô địch trẻ châu Âu. Ông chỉ xếp thứ 7 ở giải này. Tuy nhiên chỉ hai năm sau, tại Giải vô địch thế giới 1983 tổ chức ở Helsinki, Bubka đã chính thức gia nhập vào hàng ngũ những nhà vô địch khi giành huy chương vàng với mức xà 5 m 70. Những năm tiếp theo chứng kiến sự thống trị tuyệt đối của ông ở nội dung nhảy sào, với những kỷ lục thế giới lần lượt bị phá.
Kỷ lục thế giới đầu tiên Bubka lập được là mức xà 5 m 85 vào ngày 26 tháng 5 năm 1984. Chỉ một tuần sau ông đã nâng lên mức 5 m 88, rồi 5 m 90 một tháng sau. Bubka vượt qua mức 6 m lần đầu tiên vào ngày 13 tháng 7 năm 1985 tại Paris . Mức xà này từng được coi là không thể vượt qua. Với việc không có đối thủ, trong 10 năm tiếp theo, ông nâng dần kỷ lục của chính mình cho tới khi đạt mức tốt nhất trong sự nghiệp, cũng là kỷ lục thế giới hiện nay là 6 m 14 vào năm 1994.
Ông trở thành vận động viên đầu tiên vượt qua mức xà 6 m 10 tại San Sebastián, Tây Ban Nha năm 1991. Cho đến tháng 9 năm 2012 vẫn chưa có vận động viên nào vượt qua được mức xà 6 m 07, kể cả trong nhà hay ngoài trời. Bubka lập kỷ lục thế giới năm 1994 vào thời điểm một số nhà bình luận cho rằng đã đến giai đoạn xuống dốc của vận động viên vĩ đại này. Ông phá kỷ lục thế giới thêm 21 cm chỉ trong vòng 4 năm từ 1984 đến 1988, nhiều hơn mọi vận động viên nhảy sào đạt được trong 12 năm trước đó. Bubka từng 45 lần vượt qua mức xà 6 m hoặc hơn, tính đến tháng 4 năm 2009 là nhiều hơn tổng tất cả các vận động viên còn lại trong lịch sử (tại thời điểm 20 tháng 4 năm 2009 các vận động viên khác mới có tổng cộng 42 lần vượt qua mức 6 m) .
Bubka chính thức tuyên bố giải nghệ vào năm 2001 tại một buổi lễ ở giải Các ngôi sao nhảy sào tại Donetsk .

### Lời nguyền Thế vận hội
Mặc dù thống trị nội dung nhảy sào, ông lại có thành tích nghèo nàn ở các Thế vận hội. Kỳ Thế vận hội đầu tiên Bubka có thể tham dự là năm 1984. Tuy nhiên năm đó Liên Xô với hầu hết các quốc gia Khối phía Đông tẩy chay. Hai tháng trước kỳ Thế vận hội 1984 thành tích của ông đã hơn 12 cm với huy chương vàng năm đó Pierre Quinon. Năm 1988 Bubka tham dự Thế vận hội Seoul và giành huy chương vàng Thế vận hội duy nhất trong sự nghiệp của mình với thành tích 5 m 90. Năm 1992 ông thất bại trong cả ba lần nhảy (5 m 70, 5 m 70, 5 m 75) và bị loại. Năm 1996 một chấn thương tại gót chân làm ông phải bỏ cuộc trước khi thi đấu. Năm 2000, lần cuối cùng tham dự một Thế vận hội, Bubka thất bại ở mức xà 5 m 70 .

### Giải vô địch thế giới
Trái ngược với thành tích ở Thế vận hội, Bubka đã 6 lần liên tiếp vô địch tại các giải thế giới tổ chức từ 1983 đến 1997. Cho đến nay, ông là vận động viên điền kinh duy nhất giành 6 giải vô địch cho bất cứ bộ môn nào .
| Năm  | Giải đấu              | Địa điểm  | Thành tích |
| ---- | --------------------- | --------- | ---------- |
| 1983 | Giải vô địch thế giới | Helsinki  | 5 m 70     |
| 1987 | Giải vô địch thế giới | Roma      | 5 m 85     |
| 1991 | Giải vô địch thế giới | Tokyo     | 5 m 95     |
| 1993 | Giải vô địch thế giới | Stuttgart | 6 m        |
| 1995 | Giải vô địch thế giới | Göteborg  | 5 m 92     |
| 1997 | Giải vô địch thế giới | Athena    | 6 m 01     |

### Quá trình lập kỷ lục thế giới
Trong sự nghiệp, Bubka đã phá kỷ lục thế giới nhảy sào nam 35 lần . Trong thời kỳ đỉnh cao, chỉ duy nhất một lần Bubka mất kỷ lục thế giới. Chỉ vài phút sau khi vận động viên Pháp Thierry Vigneron lập kỷ lục thế giới mới ngày 31 tháng 8 năm 1984 tại Gala điền kinh ở Roma, Bubka đã phá kỷ lục này trong lần nhảy tiếp theo .
Sự thật rằng phần lớn những kỷ lục Bubka thiết lập nhằm minh chứng cho sự thống trị của ông ở nội dung này. Người ta không biết chính xác khả năng tốt nhất của ông có thể vượt qua mức xà bao nhiêu, bởi những giải thưởng lớn từ các nhà tài trợ giải đấu cho kỷ lục thế giới mới nên phần nhiều những kỷ lục sau này của ông chỉ hơn kỷ lục cũ đúng 1 cm (xem bảng bên dưới, từ mức 6 m 05 nội dung ngoài trời và 6 m 10 trong nhà). Mỗi khi phá kỷ lục thành công, ông ngừng lại và chờ đến giải đấu sau, dù khả năng có thể tiếp tục vượt được mức xà cao hơn ở giải đấu đó .
| Thành tích (m) | Ngày                | Địa điểm   |
| -------------- | ------------------- | ---------- |
| 6.14           | 31 tháng 7 năm 1994 | Sestriere  |
| 6.13           | 19 tháng 9 năm 1992 | Tokyo      |
| 6.12           | 30 tháng 8 năm 1992 | Padova     |
| 6.11           | 13 tháng 6 năm 1992 | Dijon      |
| 6.10           | 5 tháng 8 năm 1991  | Malmö      |
| 6.09           | 8 tháng 7 năm 1991  | Formia     |
| 6.08           | 9 tháng 6 năm 1991  | Moskva     |
| 6.07           | 6 tháng 5 năm 1991  | Shizuoka   |
| 6.06           | 10 tháng 7 năm 1988 | Nice       |
| 6.05           | 9 tháng 6 năm 1988  | Bratislava |
| 6.03           | 23 tháng 6 năm 1987 | Praha      |
| 6.01           | 8 tháng 6 năm 1986  | Moscow     |
| 6.00           | 13 tháng 6 năm 1985 | Paris      |
| 5.94           | 31 tháng 8 năm 1984 | Roma       |
| 5.90           | 13 tháng 7 năm 1984 | London     |
| 5.88           | 2 tháng 6 năm 1984  | Paris      |
| 5.85           | 26 tháng 5 năm 1984 | Bratislava |

| Thành tích (m) | Ngày                | Địa điểm      |
| -------------- | ------------------- | ------------- |
| 6.15           | 21 tháng 2 năm 1993 | Donetsk       |
| 6.14           | 13 tháng 2 năm 1993 | Lievin        |
| 6.13           | 22 tháng 2 năm 1992 | Berlin        |
| 6.12           | 23 tháng 2 năm 1991 | Grenoble      |
| 6.11           | 19 tháng 3 năm 1991 | Donetsk       |
| 6.10           | 15 tháng 3 năm 1991 | San Sebastián |
| 6.08           | 9 tháng 2 năm 1991  | Volgograd     |
| 6.05           | 17 tháng 3 năm 1990 | Donetsk       |
| 6.03           | 11 tháng 2 năm 1989 | Osaka         |
| 5.97           | 17 tháng 3 năm 1987 | Turin         |
| 5.96           | 15 tháng 1 năm 1987 | Osaka         |
| 5.95           | 28 tháng 2 năm 1986 | New York      |
| 5.94           | 21 tháng 2 năm 1986 | Inglewood     |
| 5.92           | 8 tháng 2 năm 1986  | Moskva        |
| 5.87           | 15 tháng 1 năm 1986 | Osaka         |
| 5.83           | 10 tháng 2 năm 1984 | Inglewood     |
| 5.82           | 1 tháng 2 năm 1984  | Milano        |
| 5.81           | 15 tháng 1 năm 1984 | Vilnius       |

## Sau khi giải nghệ
Năm 2001, Bubka được đề cử làm một thành viên của hội đồng Liên đoàn điền kinh thế giới. Năm 2011, ông trúng cử một nhiệm kỳ 4 năm làm phó chủ tịch tổ chức này . Ông hiện thời còn giữ chức vụ chủ tịch Ủy ban Olympic quốc gia Ukraina và là một thành viên của Ủy ban Olympic Quốc tế .
Về chính trị, từ năm 2002 đến 2006, ông là một nghị sĩ Ukraina (đại biểu của Đảng Vì Ukraina thống nhất), trong ủy ban phụ trách các vấn đề về thanh niên, thể dục, thể thao và du lịch .

## Giải thưởng
Trong suốt quá trình thi đấu, Bubka giành được nhiều giải thưởng có giá trị.
- Giải thưởng Hoàng tử xứ Asturias ở nội dung thể thao năm 1991
- Vận động viên xuất sắc nhất Liên Xô ba năm liên tiếp từ 1984 đến 1986
- Vận động viên xuất sắc nhất năm 1997 của tạp chí thể thao uy tín L'Équipe
- Vận động viên nhảy sào xuất sắc nhất nửa sau thế kỷ 20 của tạp chí Track & Field News (Tin tức điền kinh)